# Liebigia dissimilis
Liebigia dissimilis là một loài thực vật có hoa trong họ Tai voi (Gesneriaceae). Loài này sinh sống ở Tây Sumatra, Indonesia và được Olive Mary Hilliard mô tả khoa học đầu tiên năm 2003 trong Edinburgh J. Bot. 60(3): 372 in năm 2004 dưới danh pháp Chirita dissimilis. Năm 2011, Mich.Möller & A.Weber chuyển nó sang chi Liebigia.